# Wellingborough
Wellingborough és un poble del districte de Wellingborough, Northamptonshire, Anglaterra. Té una població de 51.924 habitants i districte de 78.191. Al Domesday Book (1086) està escrit amb la forma Wedlingeberie/Wendle(s)berie.